# Servet Coşkun
Servet Coşkun (ur. 28 października 1990) – turecki zapaśnik walczący w stylu wolnym. Zajął ósme miejsce na mistrzostwach świata w 2022 roku. 
Srebrny medalista mistrzostw Europy w 2014. Ósmy w Pucharze Świata w 2016. Wicemistrzyni Europy kadetów w 2006 roku.